# Husarviken
Husarviken är en smal havsvik på Norra Djurgården i Stockholm. Namnet härrör från en by Husarnæ (omnämnd 1288). Namnet skall därför uttalas med betoning på första stavelsen och har ingen anknytning till husar (kavallerist). Husarviken utgör idag en gräns mellan Kungliga nationalstadsparken och Norra Djurgårdsstaden.

## Historik

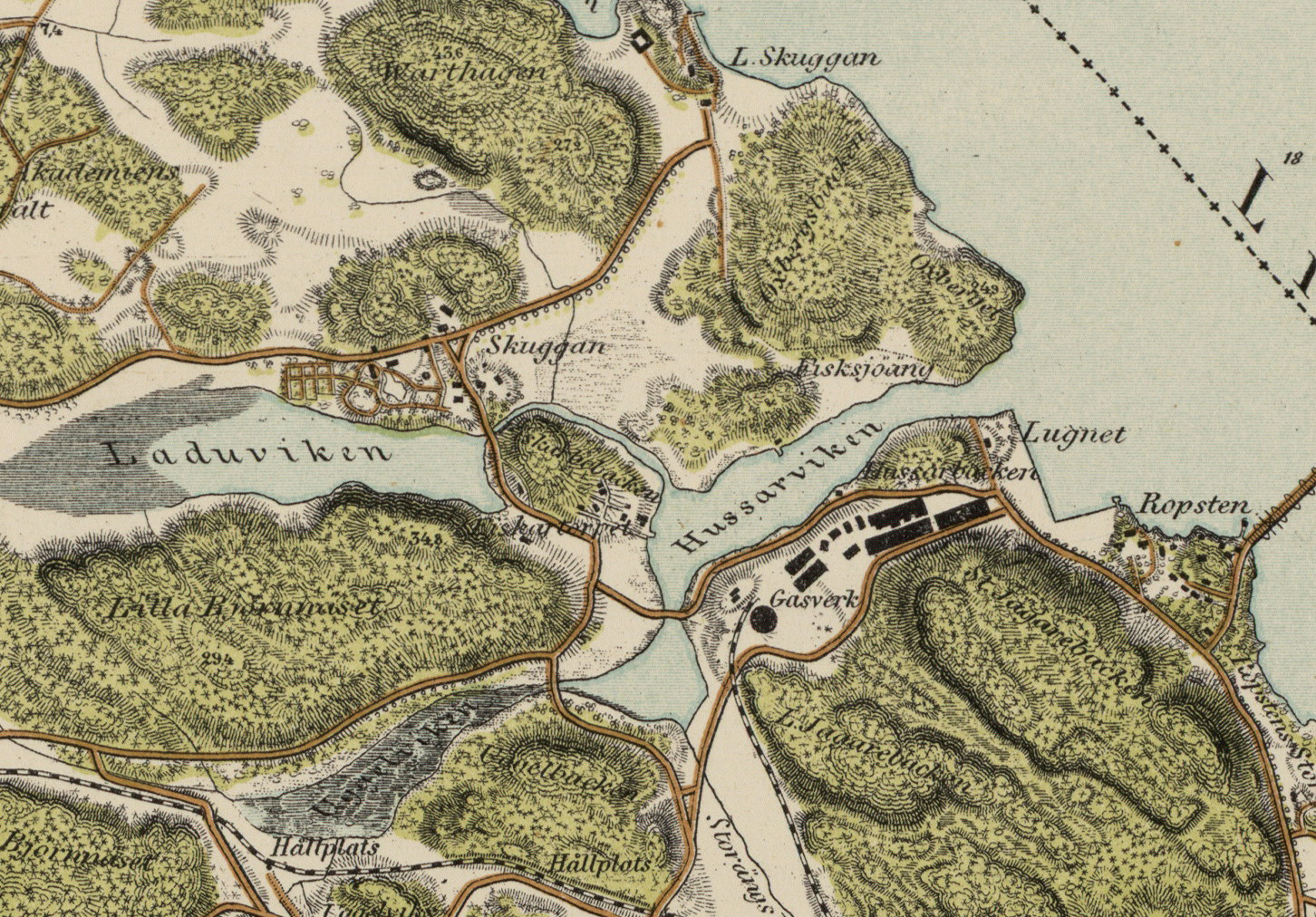
Karta från 1860-talet.

På 1800-talets början var Husarviken fortfarande en riktig vik från Östersjön och Lilla Värtan, men i slutet av 1800-talet gjorde industrialiseringen sitt intåg och Husarviken skottades delvis igen för att skapa mark för ett nytt gasverk på vikens södra strand. Så blev av viken ett smalt, förorenat vattendrag.
Viken är ca 800 meter lång, den innersta delen består av sankmark, stränderna är vassbevuxna. Tidigare var även Uggleviken och Laduviken havsvikar förbundna med Husarviken. Numera finns bara ett smalt utflöde från Uggleviken som går under Ugglebacksbron till Husarviken. På norra sidan av Husarviken, Fisksjöäng, ligger sedan 1994 i den norra delen Kungliga nationalstadsparken.

## Fisksjöängsladan
Den enda byggnaden vid Husarvikens norra strand är Fisksjöängsladan. Den tillhörde ursprungligen Ropstens jägareboställe och flyttades förmodligen till sin nuvarande plats på 1800-talets mitt (varje stock är uppmärkt). Ladan är uppbyggd av stående stolpverk som sedan kläddes på utsidan med enkla grova bräder. Taket är ett brutet sadeltak. I ladan förvarades stödfoder för Kungliga Djurgårdens hjortar. Fisksjöängsladan är renoverad och hyrs ut till Kajakspecialisten.

## Husarviken idag
På grund av den industriella aktiviteten i området kring gasverket är bottnen förorenad av bland annat kvicksilver och arsenik.
Ett stort bostadsområde började under 2011 uppföras etappvis längs Husarvikens södra strand, på gasverkets gamla område. Den första etappen, söder om vikens spets, stod inflyttningsklar 2013 och 2019 hade nästan hela den södra stranden bebyggts. Genom projektet Norra Djurgårdsstaden kommer ca 5 000 bostäder att byggas fram till år 2025.
En bro för gång- och cykeltrafik öppnades 2019 vid vikens mynning i Lilla Värtan. Bron är öppningsbar vilket gör det möjligt att fortsätta använda bryggplatserna innanför bron för segelbåtar.

## Bilder

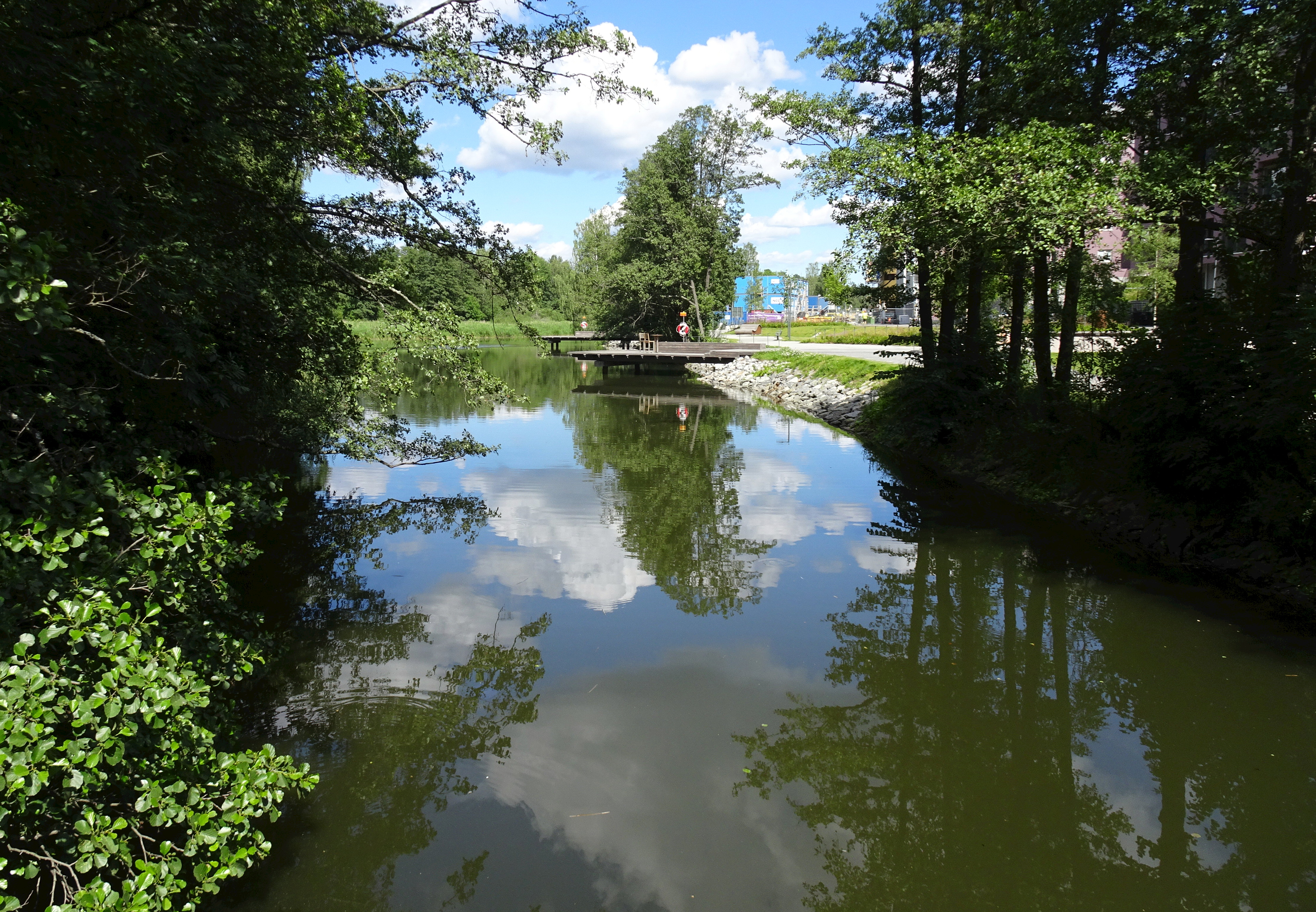
Husarviken österut, juli 2016
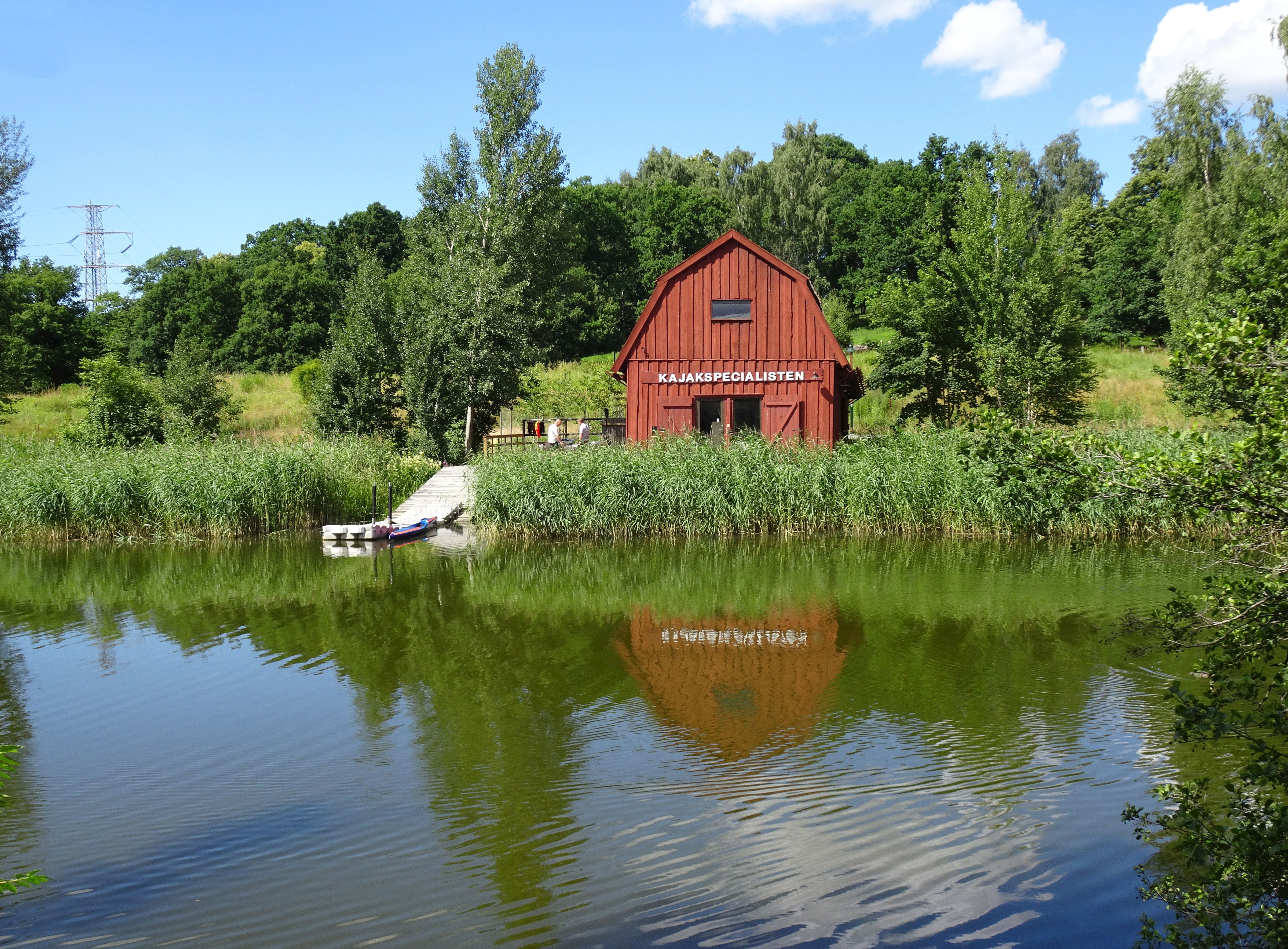
Fisksjöängsladan, 2016
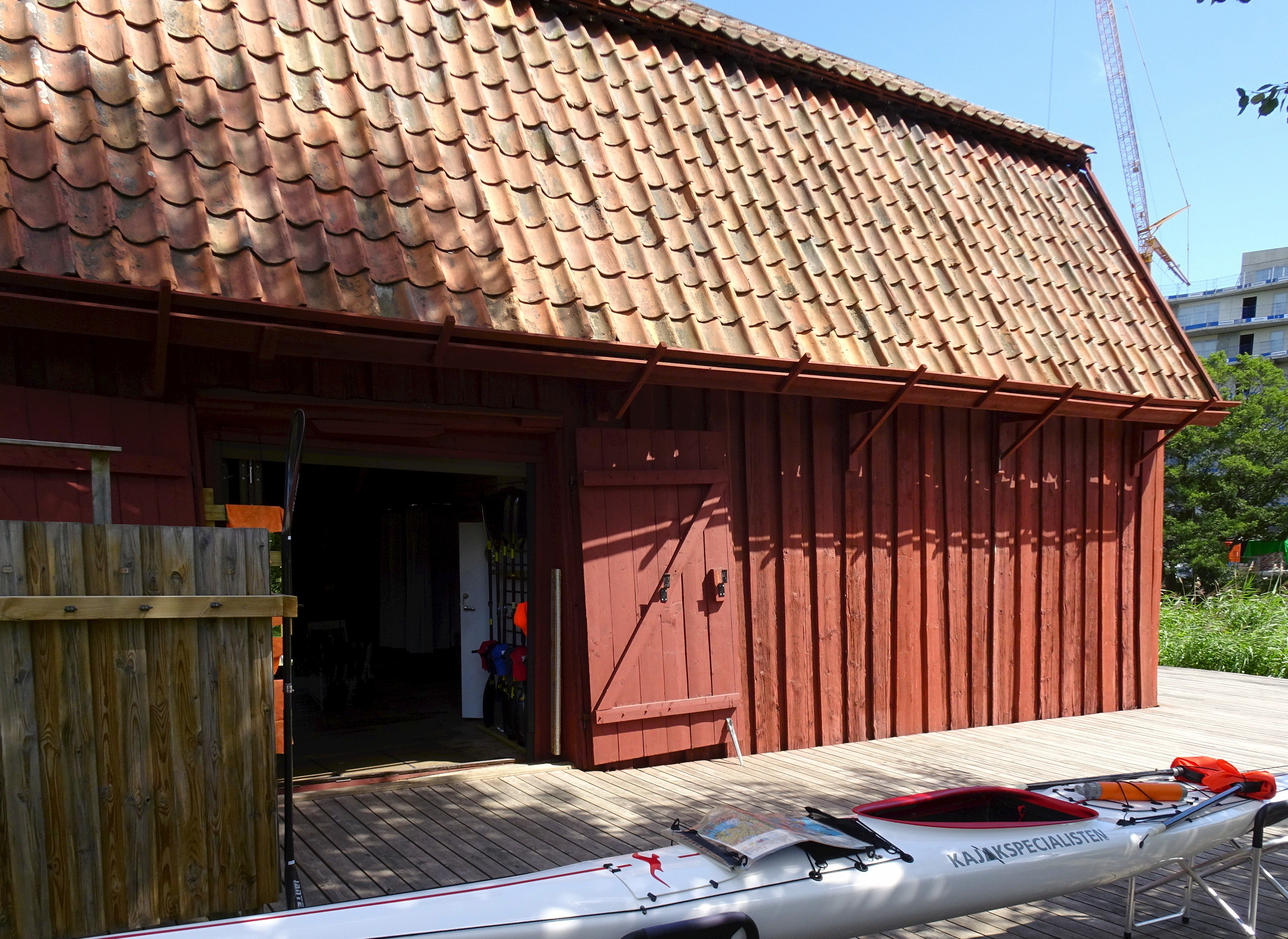
Fisksjöängsladan, 2016
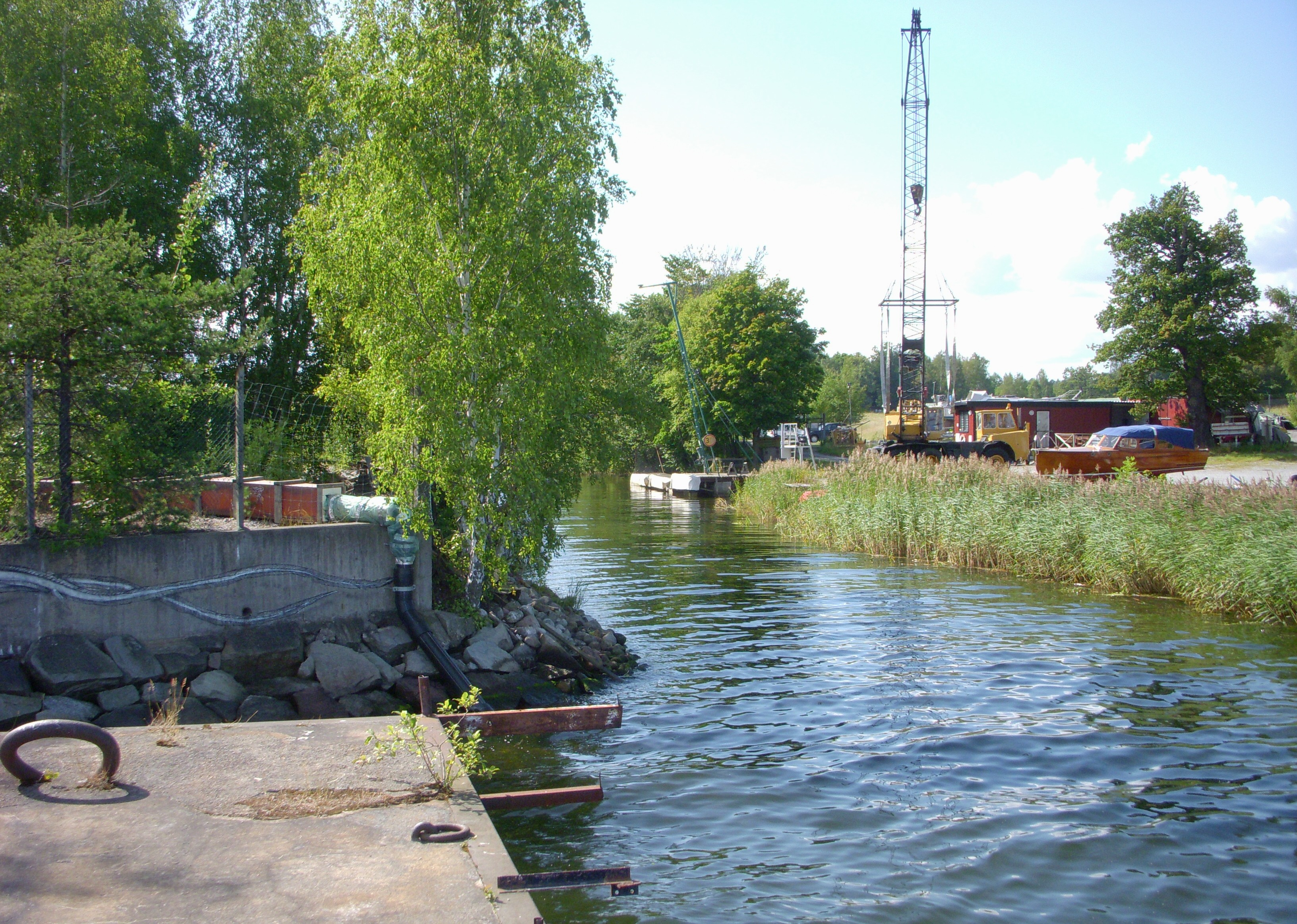
Husarvikens mynning, 2012
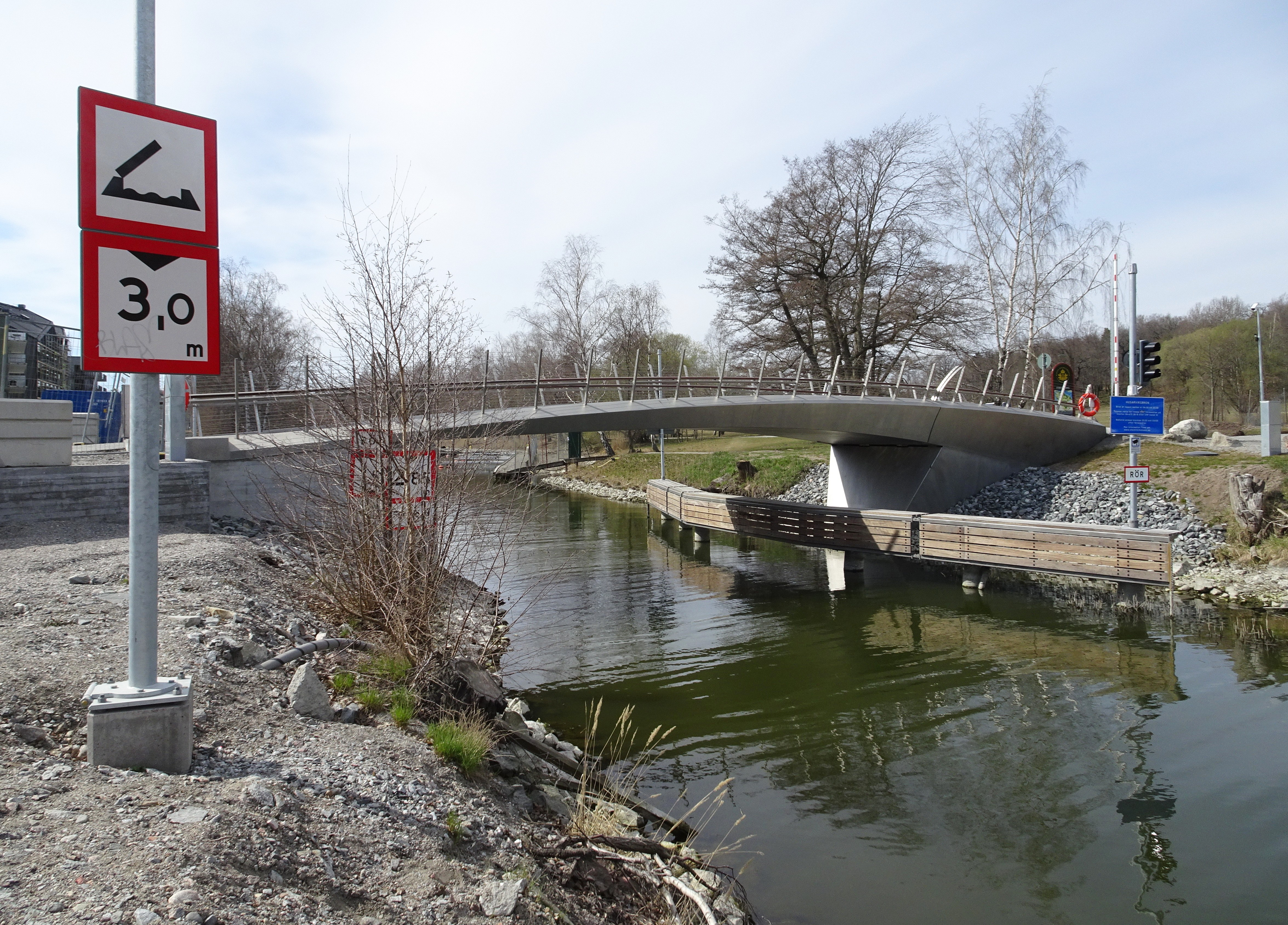
Husarviksbron invigdes i maj 2018
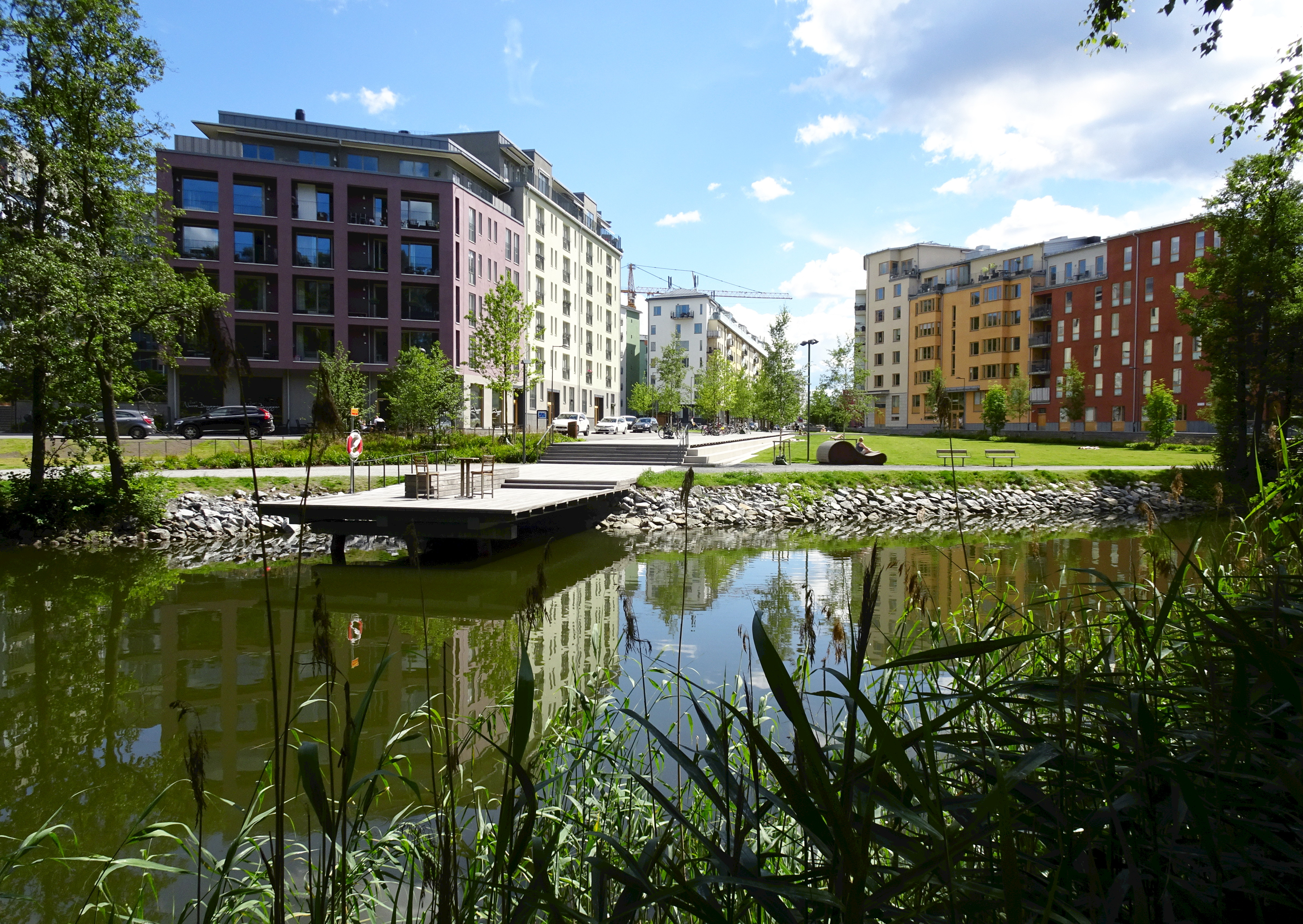
Norra Djurgårdsstaden vid Husarviken, 2016